# Catocala grotiana
Catocala grotiana là một loài bướm đêm thuộc họ Erebidae. Loài này có ở Arizona, phía bắc qua Utah into Colorado. It has also been spotted ở Washington và ở miền tây Hoa Kỳ phía bắc và phía đông của California.

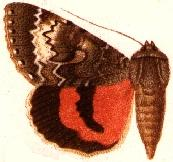
Hình minh họa

Sải cánh dài 70–80 mm. Con trưởng thành bay từ tháng 8 đến tháng 9 tùy theo địa điểm. Có thể có một lứa một năm.
Ấu trùng ăn các loài Populus và Salix.